# Euphausia pacifica
Az Euphausia pacifica a felsőbbrendű rákok (Malacostraca) osztályának krill (Euphausiacea) rendjébe, ezen belül az Euphausiidae családjába tartozó faj.

## Előfordulása
Az Euphausia pacifica a Csendes-óceán északi részén található meg, a Suruga-öböltől, a Japán-tengertől és az Ohotszki-tengertől kezdve, egészen a kanadai Brit Columbiáig.

## Táplálékként
Ezt a világítórák-fajt szívesen halásszák a japánok, legnagyobb mennyiségben az Inubō-foktól északra. A japán kormány éves szinten 70 000 tonna Euphausia pacifica kifogását engedélyezi. A kanadai Brit Columbiában is halásszák, azonban jóval kisebb mértékben.
Az Euphausia pacifica számos halfaj fő táplálékforrása, köztük a Gadus macrocephalusnak, az alaszkai tőkehalnak (Theragra chalcogramma), a Scomber japonicusnak, az Ammodytidae-fajoknak, a Merluccius productusnak, a Clupea pallasiinak, a tüskéscápáknak, az Anoplopoma fimbriának, a Hippoglossus stenolepisnak, a királylazacnak (Oncorhynchus tshawytscha) és az Oncorhynchus kisutchnak.

## Fordítás

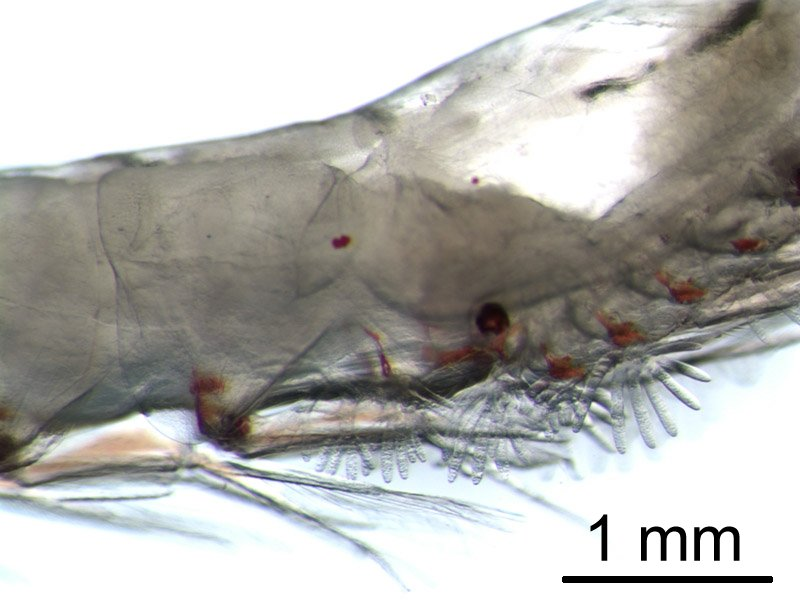
Az állat kopoltyúi

- Ez a szócikk részben vagy egészben  az   Euphausia pacifica című angol Wikipédia-szócikk ezen változatának fordításán alapul.  Az eredeti cikk szerkesztőit annak laptörténete sorolja fel. Ez a jelzés csupán a megfogalmazás eredetét és a szerzői jogokat jelzi, nem szolgál a cikkben szereplő információk forrásmegjelöléseként.